# Радміла Мілянич
Радміла (Мілянич) Петрович  (серб. Радмила Миљанић Петровић, 19 квітня 1988) — чорногорська гандболістка, олімпійська медалістка.

## Виступи на Олімпіадах
| Олімпіада   | Дисципліна | Місце |
| ----------- | ---------- | ----- |
| Лондон 2012 | гандбол    | 2     |